# Kaesong
Kaesong (en chosŏn'gŭl, 개성특급시; en hancha, 開城特級市; romanización revisada, Gaeseong-Teukgeupsi; McCune-Reischauer, Kaesŏng-T'ŭkkŭpsi) es una histórica ciudad norcoreana situada en extremo sur del país, cerca de la frontera con Corea del Sur. Junto a ella se sitúa el único complejo industrial del país con empresas extranjeras.
Es una de las dos principales ciudades de la provincia de Hwanghae del Norte, junto a la capital Sariwon. Tiene algo más de 300 000 habitantes, según diversas estimaciones.
En 2013, la Unesco eligió el conjunto de Monumentos y sitios históricos de Kaesong como Patrimonio de la Humanidad.

## Historia

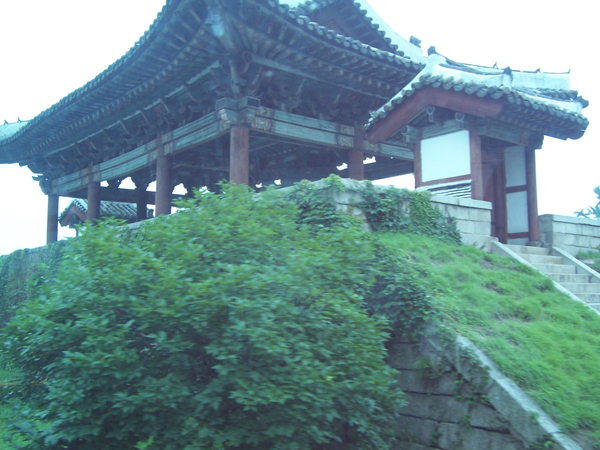
Templo Anhwa.

Los orígenes de la ciudad son inciertos, aunque las primeras noticias de su existencia se encuentran durante la dinastía Goryeo, que tenía allí su sede.
Cuando Yi Songgye destronó a la dinastía Goryeo en 1392 y estableció el reino de Corea, trasladó la capital de Kaesong a Hanyang (actualmente Seúl). Kaesong siguió siendo parte de la provincia de Kyonggi hasta la guerra de Corea. En 1951, la ciudad (que pertenecía a Corea del Sur) fue conquistada por Corea del Norte. También los alrededores de la ciudad pasaron a ser norcoreanos y la zona fue renombrada como "Región de Kaesong" (Kaesŏng Chigu; 개성 지구;开城地区).
En 2002, la Región industrial de Kaesong fue anxionada a Kaesong. Y en 2003, el resto de Kaesong (excepto la Región Industrial) pasó a formar parte de la provincia de Hwanghae del Norte.
La ciudad está cerca de la Zona Desmilitarizada que divide a las dos Coreas. Cuando Corea estaba dividida por el paralelo 38, después de la Segunda Guerra Mundial, Kaesong estaba en el lado sur de la frontera (dentro de la República de Corea). Kaesong (dependiendo de la perspectiva), es la única ciudad ocupada por Corea del Norte, o la única ciudad liberada por el ejército norcoreano.

## Geografía
Situada a una altitud de 489 metros de altura en el centro de la península de Corea, limita con la provincia de Kyonggi al este, la provincia de Hwanghae del Norte al norte, la provincia de Hwanghae del Sur al sur y la provincia de Kangwon al oeste. Kaesong se encuentra al sur de Corea del Norte, cerca de un estrecho río. Abarca una superficie de 1309 km², el distrito urbano está rodeado por las Montañas Songak (489 m) y Pongmyong (476 m).

### Clima
El clima de Kaesong es de tipo continental con cuatro estaciones. La temperatura media anual es de 10,9 grados centígrados. La precipitación anual media se encuentra entre los 700 y 800 ml. Los meses de invierno son fríos y escasos de precipitaciones. En otoño, la ciudad se ve amenazada, a veces, por un tifón. En primavera y otoño las temperaturas son suaves y el clima agradable.

## Divisiones administrativas

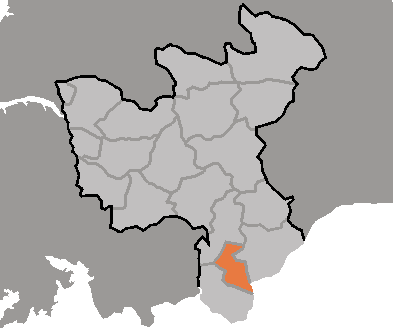
Localización de Kaesong en Hwanghae del Norte.

En 2002, el gobierno dividió la región de Kaesong en la ciudad de Kaesong y tres condados más:
- Kaesong-si(개성 시 开城市) Ciudad de Kaesong
- Changpung-gun (장풍 군 长豊郡) Condado de Changpung
- Kaepung-gun (개풍군 开豊郡) Condado de Kaepung
- Panmun-gun (판문 군 板门郡) Condado de Panmun

En 2003, Panmun-gun y parte de Kaesong-si fueron separados de la región de Kaesong y se fusionaron para formar la Región Industrial de Kaesong. La parte restante de Kaesong entró a formar parte de Hwanghae del Norte en el año 2002.

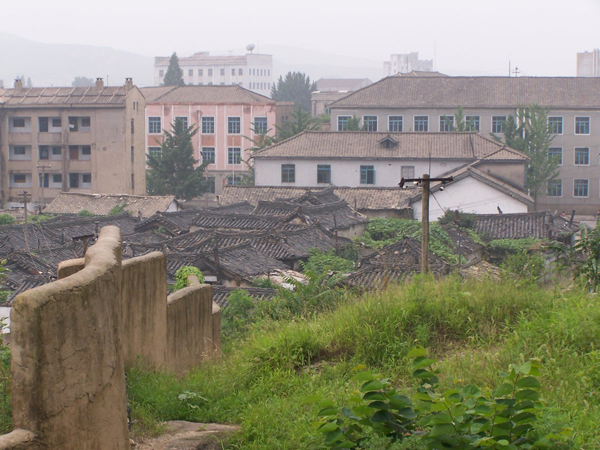
Zona residencial de Kaesong.

En un principio la nueva región fue nombrada Songdo, debido a que era la antigua capital de Goryeo.

## Demografía
En 1921, había 37.000 habitantes, desde entonces aumenta rápidamente, ya que en 1935 llegó a más de 54.000. En 1962 había 140.000 habitantes en Kaesong y en 2005, la ciudad llegó a los 338.000 habitantes. La esperanza de vida para los hombres de Kaesong es de 68 años y para las mujeres de 74 años. Actualmente, la población es de 338.155 habitantes y la densidad de población de la ciudad es de 101 habitantes por km².
Kaesong es étnicamente homogénea (más del 99 % de la población es norcoreana) y tiene un bajo porcentaje de extranjeros.
La siguiente tabla muestra el crecimiento de población de la ciudad desde que Corea fuese provincia japonesa.
| Año  | Población |
| ---- | --------- |
| 1921 | 37 000    |
| 1929 | 45 000    |
| 1932 | 49 700    |
| 1935 | 54 400    |

| Año  | Población |
| ---- | --------- |
| 1967 | 140 000   |
| 1976 | 240 000   |
| 1981 | 259 000   |
| 2005 | 338 155   |

## Turismo
Los acontecimientos históricos ocurridos durante la dinastía Goryeo (918-1392) convierten a Kaesong en una de las ciudades más históricas de Corea del Norte. Las casas en la parte baja de la ciudad, de estilo coreano, son el lado opuesto a la arquitectura monumental de la capital (Pionyang).
Hay dos hoteles en la ciudad donde pueden hospedarse los turistas, el hotel Kaesong y el Hotel Janamsan, de estilo tradicional.
A 14 kilómetros al suroeste de Kaesong se encuentra la tumba del Rey Kongmin, trigésimo primer rey de la dinastía Goryeo. En la carretera que conduce a Pakyon, el viajero entra en la tumba del Rey Wan Kon (877-943), fundador de la Dinastía Goryeo. Los parques naturales, como por ejemplo el Monte Songak, también se encuentran cerca de Kaesong.
En agosto de 2005, 500 turistas surcoreanos entraron por primera vez en Kaesong, lo que confirma las intenciones del gobierno de Corea del Norte de desarrollar el turismo en esta región, al igual que en las montañas Kumgang.

## Economía

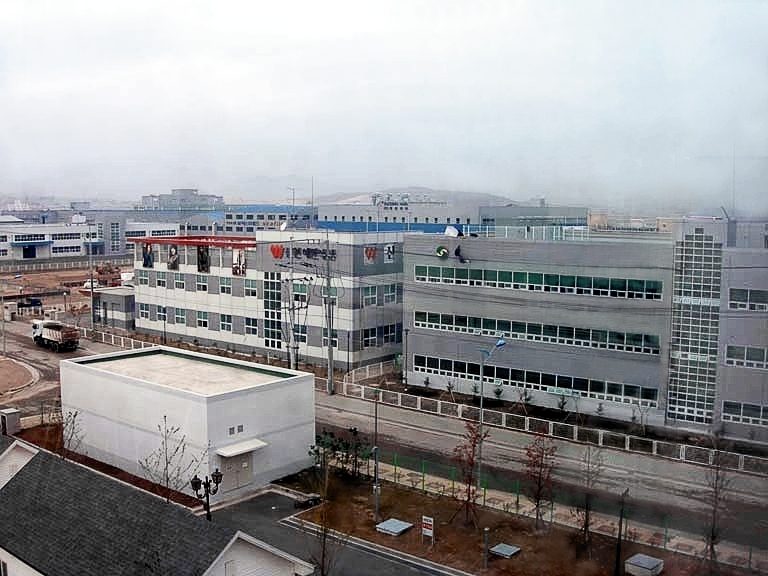
Zona industrial de Kaesong.

Además de ser conocida como la ciudad del ginseng, por la elevada producción de esta planta, Kaesong es el principal centro de industria ligera de Corea del Norte. En 2004 se construyó la primera fase de un parque industrial destinado a empresas extranjeras, una iniciativa única en la política del régimen comunista. De hecho, es la única ciudad de Corea del Norte donde se da la cooperación económica entre las dos Coreas que se llevó a cabo en la declaración conjunta del 15 de junio de 2000.
En una reunión del Partido Uri en Busán en octubre de 2005, Chung Dong-young, el ministro de la unificación surcoreano, dijo que 15 empresas de Corea del Sur ya se habían instalado en el parque industrial de Kaesong y que han generado 7000 puestos de trabajo a la fecha de la declaración.
En febrero de 2006, Lee Jong-suk, el nuevo ministro de Corea del Sur para la unificación, anunció que se estaban llevando a cabo conversaciones para el establecimiento de empresas extranjeras, en esta ocasión; que no fuesen surcoreanas, en la zona industrial de Kaesong.
En junio de ese año, más de un centenar de empresarios y diplomáticos de doce países, visitaron la zona industrial de Kaesong. Entre ellos estuvo el presidente de KOTRA (Agencia de Corea para promover el comercio y la inversión), Hong Ki-hwa, el presidente de Hyundai Asan, Yoon-joon, Jean-Daniel Rolinet de Samsung Thales y Bernard Claus de Auer, el embajador alemán en Seúl.
Por entonces, el Banco de Corea (del Sur) preveía que para 2012, 725 000 norcoreanos podrían trabajar en el parque industrial, que generaría un beneficio anual para Corea del Norte de 500 millones de dólares
Sin embargo las tensiones entre los dos países han frenado el desarrollo del parque. Como también el hecho de que inicialmente Estados Unidos rechazara considerar como surcoreanos los productos fabricados por las empresas de ese país en Kaesong, lo que frenó la negociación de su acuerdo de libre comercio con Seúl.
En junio de 2010, el complejo albergaba unas 110 factorías, la mayoría del sector textil, que daban trabajo a aproximadamente 42 000 norcoreanos y 800 surcoreanos, siendo gran parte de estos ejecutivos.
A primeros de abril de 2013, en el contexto de la crisis entre Corea del Norte y Corea del Sur, Corea del Norte impidió el acceso de los surcoreanos a esta área industrial.
El ejército norcoreano advirtió al de Corea del Sur sobre el cierre de la zona industrial Kaesong en repetidas ocasiones desde el día 30 de marzo, finalmente estas actividades comerciales fueron totalmente suspendidas a partir del día 8 de abril, y para el martes 9 de abril, Corea del Norte cerró formalmente el parque industrial
Este hecho puede provocaría la pérdida de 87 millones de dólares anuales por parte del país peninsular del norte, afectando además la vida laboral de entre 250 mil y 300 mil personas que habitaban en la zona. Las razones que ofrece Corea del Norte para tales acciones, son producto de lo que ellos consideran una “agresión a la soberanía nacional norcoreana” por parte del Sur y sus operaciones conjuntas con el ejército estadounidense
En el diario oficial del Partido de los Trabajadores de Corea del Norte, “Rodong Sinmun” del 22 de abril, se ha acusado a Corea del Sur de la responsabilidad de la situación del complejo industrial, debido a sus “actos criminales”, como se ha declarado. Por su parte, el día 26 de abril, Seúl tomó la decisión de evacuar a todo su personal que aún residía en el complejo, además de recordar la sentencia surcoreana de tomar medidas drásticas ante la negativa norcoreana al diálogo.

## Cultura
Kaesong fue sede de la academia Songgyungwan, la institución de formación más prestigiosa de Corea durante las dinastías Koryo y Joseon. Muy cerca de ella se encuentra la Koryo Songgyungwan (también conocida como Universidad de Industria Ligera), fundada en 1992 y declarada la heredera de la antigua institución confuciana. También la Universidad Comunista y la Escuela de Arte se encuentran en Kaesong. El museo de historia de Kaesong tiene muchas obras de arte Goryeo, reliquias culturales (incluyendo Chomsongdae, Pabellón Manwoll, Kaesong Nam Gate, Templo Anhwa y las tumbas de los reyes Wanggon y Kongmin). En las afueras de la ciudad se encuentran  los palacios de las dinastías reales. 24 kilómetros al norte de Kaesong está el Pagyon Falls y la Fortaleza de Taehungsan.

## Ciudades hermanadas
- Belém - Brasil (1990)
- Cuzco - Perú (1990)
- Tacna - Perú (1996)
- Katmandú - Nepal (1992)
- Tirana - Albania (1999)
- Hanói - Vietnam (2000)
- Bombay - India (2001)
- Cartagena - Colombia (2002)